# Film de acțiune

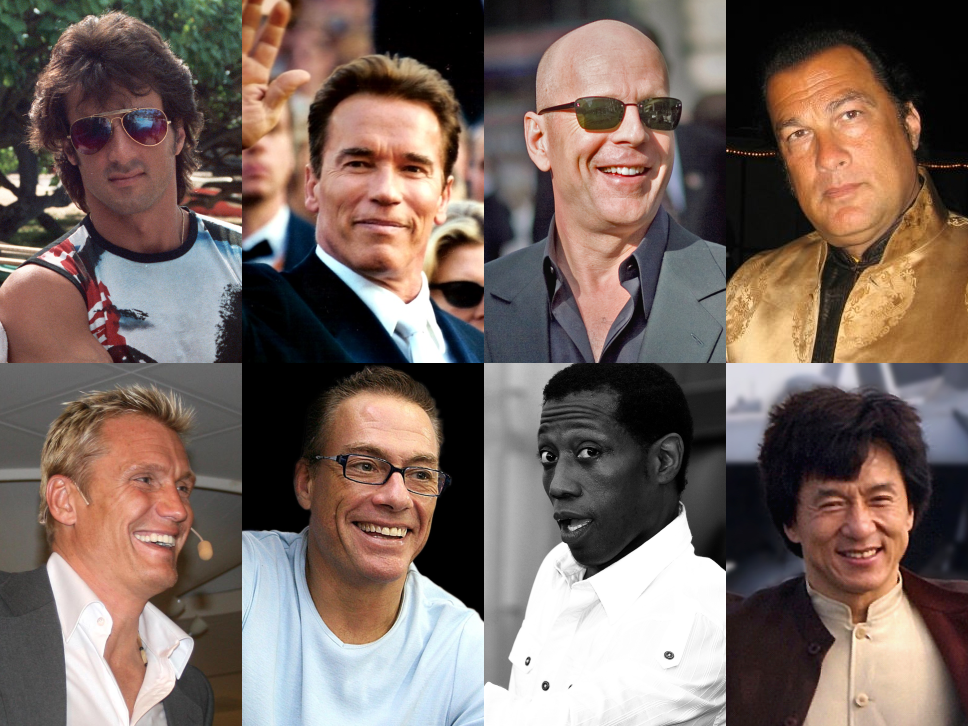
Unii dintre cei mai cunoscuți actori de acțiune. De la stânga (rândul de sus): Sylvester Stallone, Arnold Schwarzenegger, Bruce Willis, Steven Seagal (rândul de jos) Dolph Lundgren, Jean-Claude Van Damme, Wesley Snipes, Jackie Chan.

Filmul de acțiune este un gen cinematografic caracterizat prin accentul pus pe secvențele spectaculoase, uneori stereotipice (urmăriri de mașini, schimb de focuri, explozii, etc), în detrimentul poveștii sau evoluției personajelor. Conflictul este de cele mai multe ori rezolvat în manieră violentă, cu moartea personajelor negative.
Scenaristul și cercetătorul Eric R. Williams identifică unsprezece super-genuri în taxonomia sa a scenariștilor, susținând că toate filmele narative de lungmetraj pot fi clasificate după aceste super-genuri. Aceste 11 super-genuri sunt: de acțiune, polițist, fantastic, groază, romantism, științifico-fantastic, slice of life, sport, thriller, război și western.